# Apnagyugh
Apnagyugh (en arménien Ափնագյուղ ; anciennement Akina-Gök) est une communauté rurale du marz d'Aragatsotn, en Arménie. Elle compte 633 habitants en 2009.